# 多啦美&多啦A夢族 宇宙樂園千鈞一髮！
《多啦美&多啦A夢族 宇宙樂園千鈞一髮！》（ドラミ&ドラえもんズ 宇宙ランド危機イッパツ！），《多啦A夢族》的第七部電影動畫，於2001年3月10日和《大雄與翼之勇者》、《加油！胖虎！！》同時上映。片長16分鐘。
在這部動畫中，多啦A夢首次沒有登場。同時這也是多啦A夢族的動畫系列中，最後一部有對白的作品。下一部《多啦A夢族GOAL!GOAL!GOAL!!》中完全沒有對話。

## 劇情概要
多啦美和多啦A夢族藉舉辦同學會的機會，前往宇宙樂園一遊（多啦A夢因為吃太多銅鑼燒，鬧肚子而沒有參加），卻發現樂園中出了許多奇怪的事情。
這究竟是怎麼回事？他們該如何因應、並加以解決？

## 登場人物

### 主要人物
| 角色         | 配音員     |
| ------------ | ---------- |
| 多啦美       | 橫澤啟子   |
| 多啦尼奧     | 一龍齋貞友 |
| 多啦小子     | 難波圭一   |
| 王多啦       | 林原惠     |
| 多啦尼考夫   | 櫻井敏治   |
| 艾・馬達多啦 | 中尾隆聖   |
| 多啦默德三世 | 佐藤正治   |

### 其他
- 皮諾 - 南央美：宇宙樂園中的犬型警衛。
- 鱷魚：躲在遊樂園中的一條河裡，企圖要攻擊王多啦、多啦默德三世和多啦尼考夫三人；結果王多啦撬開他的嘴，嘲笑其蛀牙太多。

## 主題曲
| 歌曲                                                                 | 作詞       | 作曲 | 編曲 | 演唱     |
| -------------------------------------------------------------------- | ---------- | ---- | ---- | -------- |
| 多啦美・全力以赴!!無所畏懼!!（ドラミ・ガムシャララ!!ヘッチャララ!!） | もりちよこ | 池毅 | 池毅 | 橫澤啟子 |